# (2921) Sófocles
(2921) Sófocles es un asteroide que forma parte del cinturón exterior de asteroides y fue descubierto el 24 de septiembre de 1960 por Ingrid van Houten-Groeneveld, Cornelis Johannes van Houten y Tom Gehrels desde el observatorio del Monte Palomar, Estados Unidos.

## Designación y nombre
Sófocles fue designado inicialmente como 6525 P-L.
Posteriormente, en 1985, se nombró en honor del dramaturgo griego Sófocles (496-406 a. C.).

## Características orbitales
Sófocles orbita a una distancia media del Sol de 3,252 ua, pudiendo alejarse hasta 3,752 ua y acercarse hasta 2,752 ua. Su excentricidad es 0,1538 y la inclinación orbital 1,471 grados. Emplea 2142 días en completar una órbita alrededor del Sol.

## Características físicas
La magnitud absoluta de Sófocles es 13,4 y el periodo de rotación de 4,778 horas.